# Stockholmska promenader
Stockholmska promenader är en bok av författaren Gustaf Thomée, som gavs ut 1863. I boken skildrar författaren Stockholmsliv, byggnader och historiska inrättningar.